# Tate McRae
Tate Rosner McRae (* 1. července 2003 Calgary, Alberta), lépe známá pod svým uměleckým jménem Tate McRae, je kanadská zpěvačka, skladatelka, tanečnice a modelka. Ve třinácti letech se prosadila jako první kanadská finalistka v americké televizní reality show So You Think You Can Dance. Poté, co se její originální píseň One Day stala virální na YouTube, upoutala v roce 2019 pozornost RCA Records a další rok vydala své debutové EP All the Things I Never Said. Do většího povědomí se dostala poté, když se její píseň You Broke Me First stala mezinárodním hitem. V roce 2020 byla nejmladším hudebníkem na seznamu 30 Under 30 časopisu Forbes. Její druhé EP, Too Young to Be Sad, bylo roku 2021 na Spotify nejstreamovanějším EP mezi zpěvačkami. Její debutové studiové album I Used to Think I Could Fly vyšlo 27. května 2022.

## Diskografie
Studiová alba
- I Used to Think I Could Fly (2022)
- Think Later (2023)
- So Close to What (2025)